# 圣波莱德凯松
圣波莱德凯松（法語：Saint-Paulet-de-Caisson，法語發音：[sɛ̃ polɛ də kɛsɔ̃]）是法国加尔省的一个市镇，位于该省东北部，属于尼姆区。

## 地理
圣波莱德凯松（44°15'48"N, 4°35'50"E）面积16.88 平方千米，位于法国奧克西塔尼大區加尔省，该省份为法国南部沿海省份，南端濒地中海，北起顺时针与阿尔代什省、沃克吕兹省、罗讷河口省、埃罗省、阿韦龙省和洛泽尔省接壤。
与圣波莱德凯松接壤的市镇（或旧市镇、城区）包括：圣瑞斯、卡尔桑、蓬圣埃斯普里、圣于连德佩罗拉斯、圣洛朗德卡尔诺尔、圣米歇尔德泽、萨拉扎克。

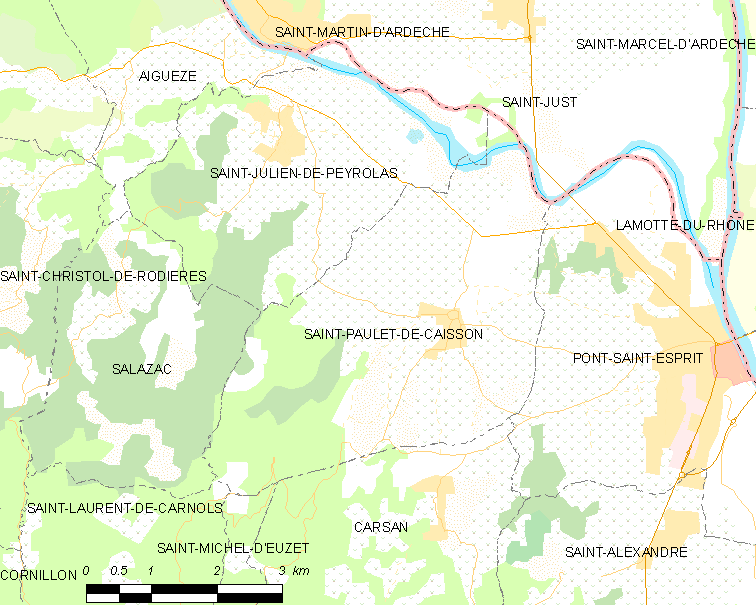
圣波莱德凯松的OSM定位图

圣波莱德凯松的时区为UTC+01:00、UTC+02:00（夏令时）。

## 行政
圣波莱德凯松的邮政编码为30130，INSEE市镇编码为30290。

## 政治
圣波莱德凯松所属的省级选区为蓬圣埃斯普里县。

## 人口

1962-2008年间圣波莱德凯松人口变化图示

圣波莱德凯松于2022年1月1日时的人口数量为1894人。